# Казеновія (селище, Нью-Йорк)
Казеновія (англ. Cazenovia) — селище (англ. village) в США, в окрузі Медісон штату Нью-Йорк. Населення — 2767 осіб (2020).

## Географія
Казеновія розташована за координатами 42°55′42″ пн. ш. 75°51′1″ зх. д. / 42.92833° пн. ш. 75.85028° зх. д. (42.928268, -75.850181).  За даними Бюро перепису населення США в 2010 році селище мало площу 4,85 км², уся площа — суходіл.

## Демографія
Згідно з переписом 2010 року, у селищі мешкало 2835 осіб у 973 домогосподарствах у складі 518 родин. Густота населення становила 584 особи/км².  Було 1100 помешкань (227/км²).
Расовий склад населення:
| - 94,8 % — білих - 1,9 % — чорних або афроамериканців - 1,1 % — азіатів - 0,3 % — корінних американців |

До двох чи більше рас належало 1,1 %. Частка іспаномовних становила 3,0 % від усіх жителів.
За віковим діапазоном населення розподілялося таким чином: 15,5 % — особи молодші 18 років, 69,3 % — особи у віці 18—64 років, 15,2 % — особи у віці 65 років та старші. Медіана віку мешканця становила 26,1 року. На 100 осіб жіночої статі у селищі припадало 67,4 чоловіків;  на 100 жінок у віці від 18 років та старших — 61,6 чоловіків також старших 18 років.
Середній дохід на одне домашнє господарство  становив 81 010 доларів США (медіана — 56 696), а середній дохід на одну сім'ю — 120 605 доларів (медіана — 99 632). Медіана доходів становила 70 833 долари для чоловіків та 44 271 долар для жінок. За межею бідності перебувало 11,0 % осіб, у тому числі 8,8 % дітей у віці до 18 років та 7,5 % осіб у віці 65 років та старших.
Цивільне працевлаштоване населення становило 1087 осіб. Основні галузі зайнятості: освіта, охорона здоров'я та соціальна допомога — 44,3 %, мистецтво, розваги та відпочинок — 10,7 %, науковці, спеціалісти, менеджери — 9,3 %, виробництво — 8,0 %.